# Biscutella laevigata
Biscutella laevigata L.  är en korsblommig växt, som ingår i släktet Biscutella och familjen korsblommiga växter. 

## Beskrivning
Stjälken blir 15–40 cm hög, i sällsynta fall ända till 50 cm, upptill förgrenad.
Bladen intill marken blir upp till 12 cm långa, och är i kanten vågformigt urgröpta. Mindre blad finns strödda utefter stjälken.
Tvåkönade blommor med 4 gula ovala 4–8 mm långa kronblad. Blomningstid maj–augusti. De första mogna frukterna kommer i augusti och kommer efterhand under ett par månader.
De parvis sittande kapselfrukterna innehåller vardera ett frö, som är en nöt. När den mogna kapseln spricker följer skalen med som vingar, så att fröet av vinden kan föras iväg ett stycke. Spridning sker även genom att frukter flyter på rinnande vatten.
Skaftet, på vars topp frukterna är fästade, är 3–5 mm långt.
Kromosomtalet är vanligen 2n = 18 (diploid), undantagsvis 2n = 54 (tetraploid).
Vegetativ förökning kan också ske med utlöpare från roten.

### Angripare
Larverna av följande fjärilar livnär sig på bladen:
- Anthocharis belia
- Euchloe ausonia
- Euchloe tagis

## Habitat
Från sydvästra Europa till sydöstra Europa. Har hittats även i Estland.

## Biotop
Rotar sig gärna i stenhögar.
Finns på höjder upp till 3 800 m ö.h.

## Etymologi

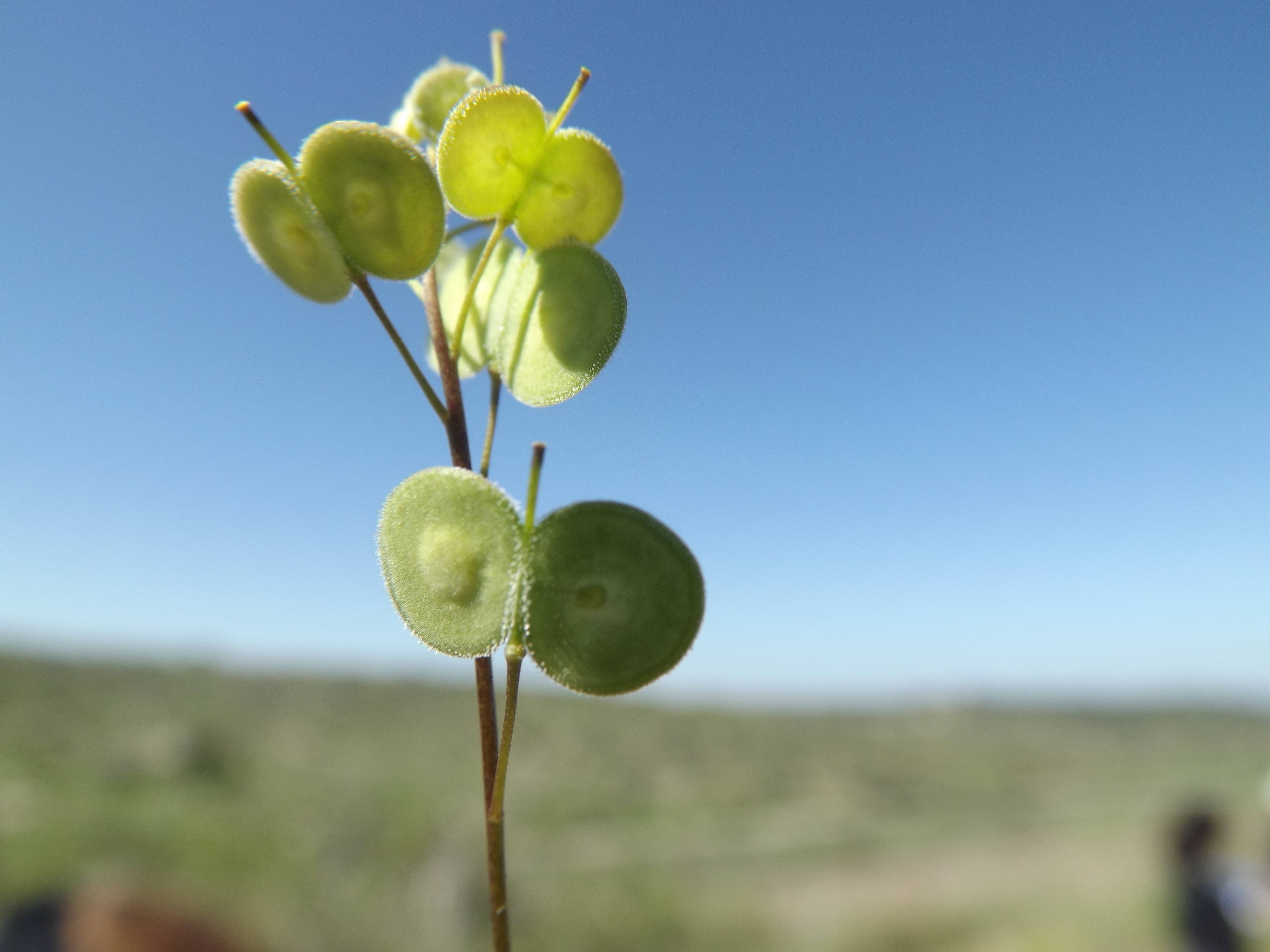
"Två brickor"
(Biscutella didyma)

- Släktnamnet Biscutella kommer av latin bi = två + scutella = fat, bricka med syftning på fruktens utseende.
- Artepitetet laevigata kommer av latin laevis = glatt, slät (?)

## Bilder

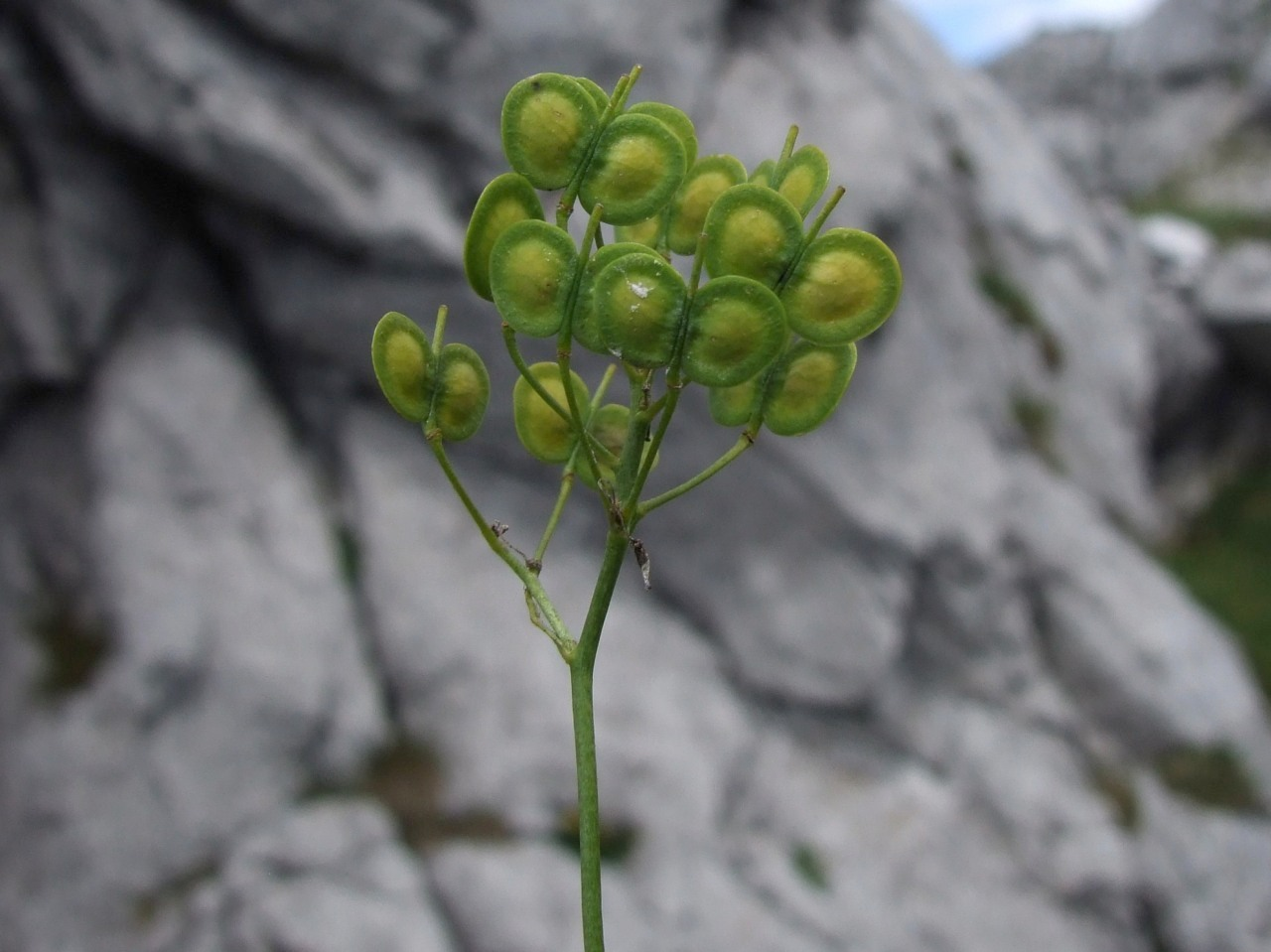
Frukter
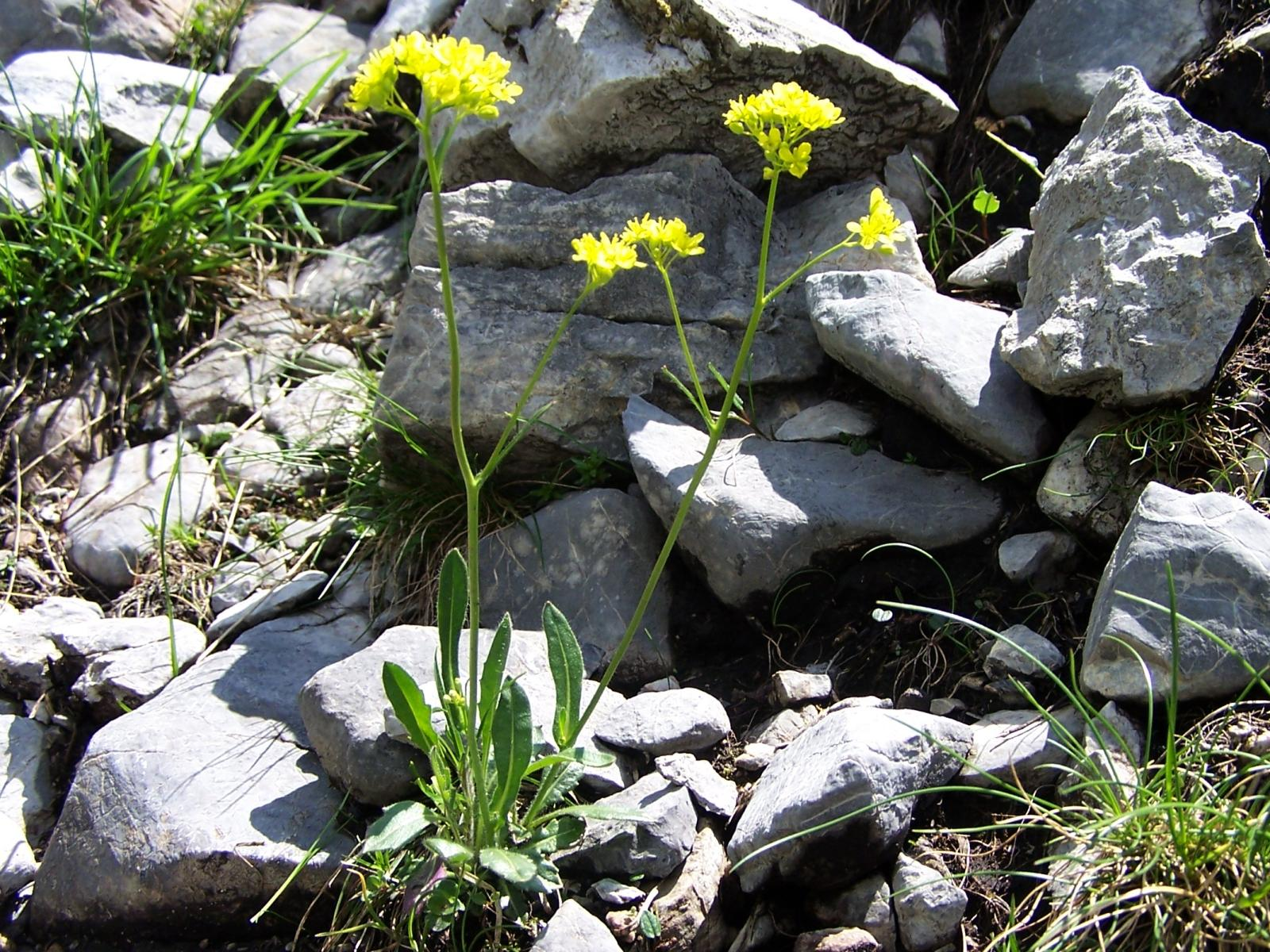
Habitat
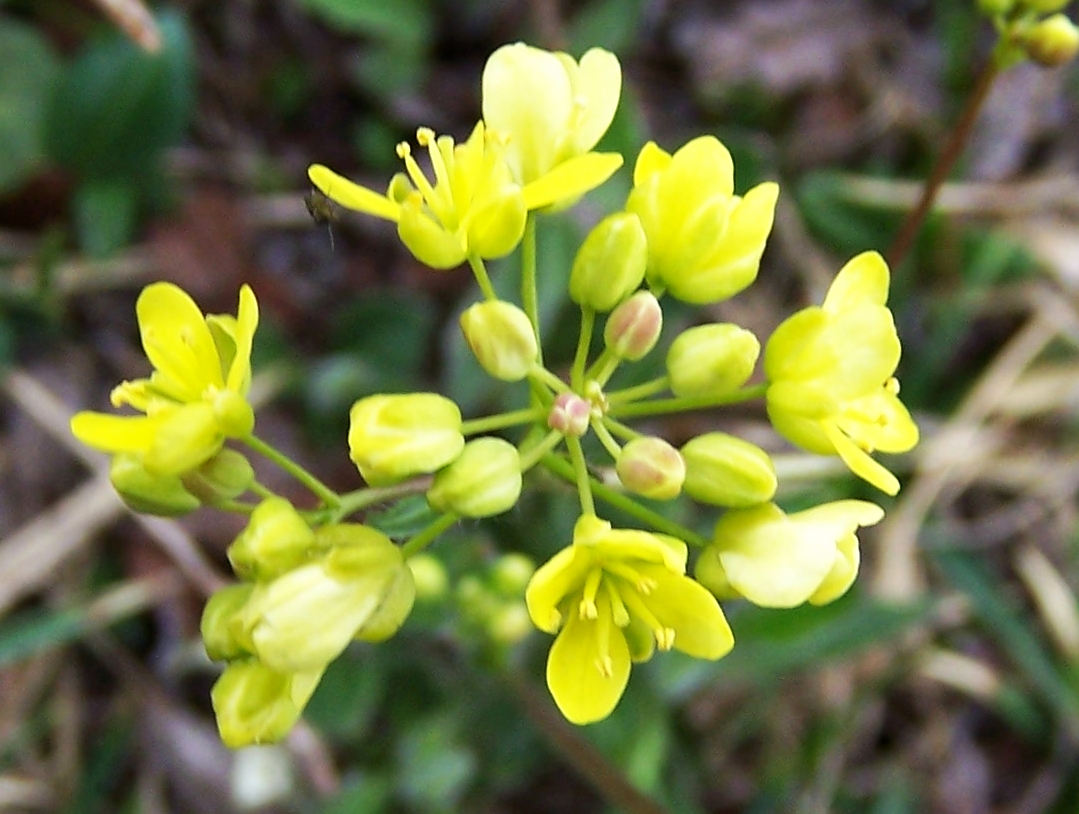
Biscutella laevigata
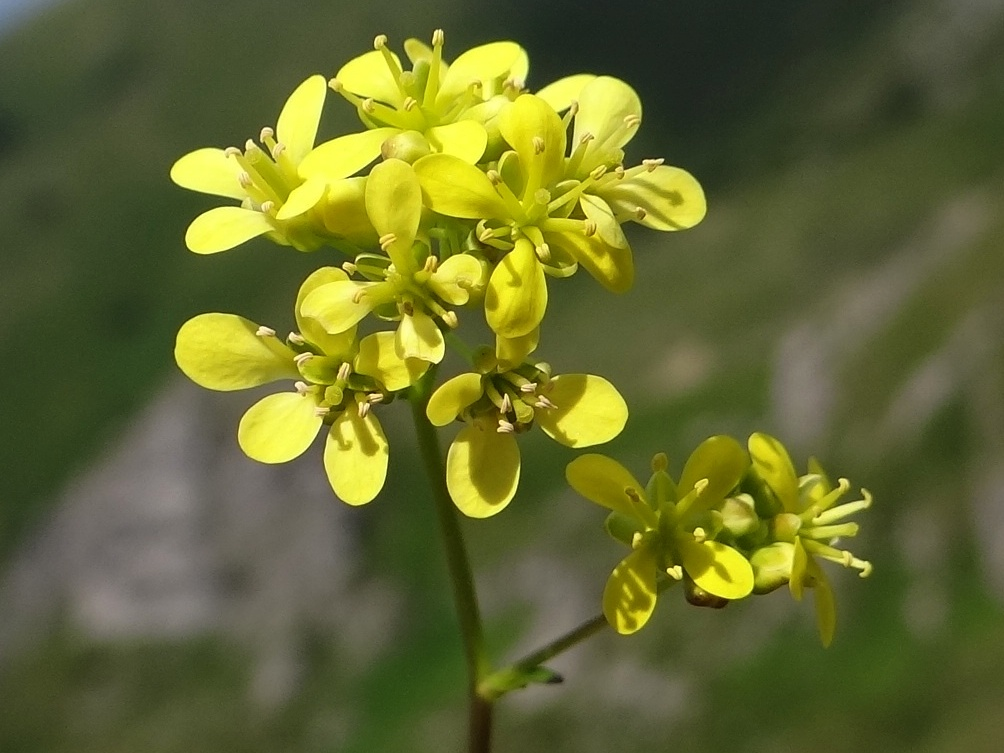
Biscutella laevigata
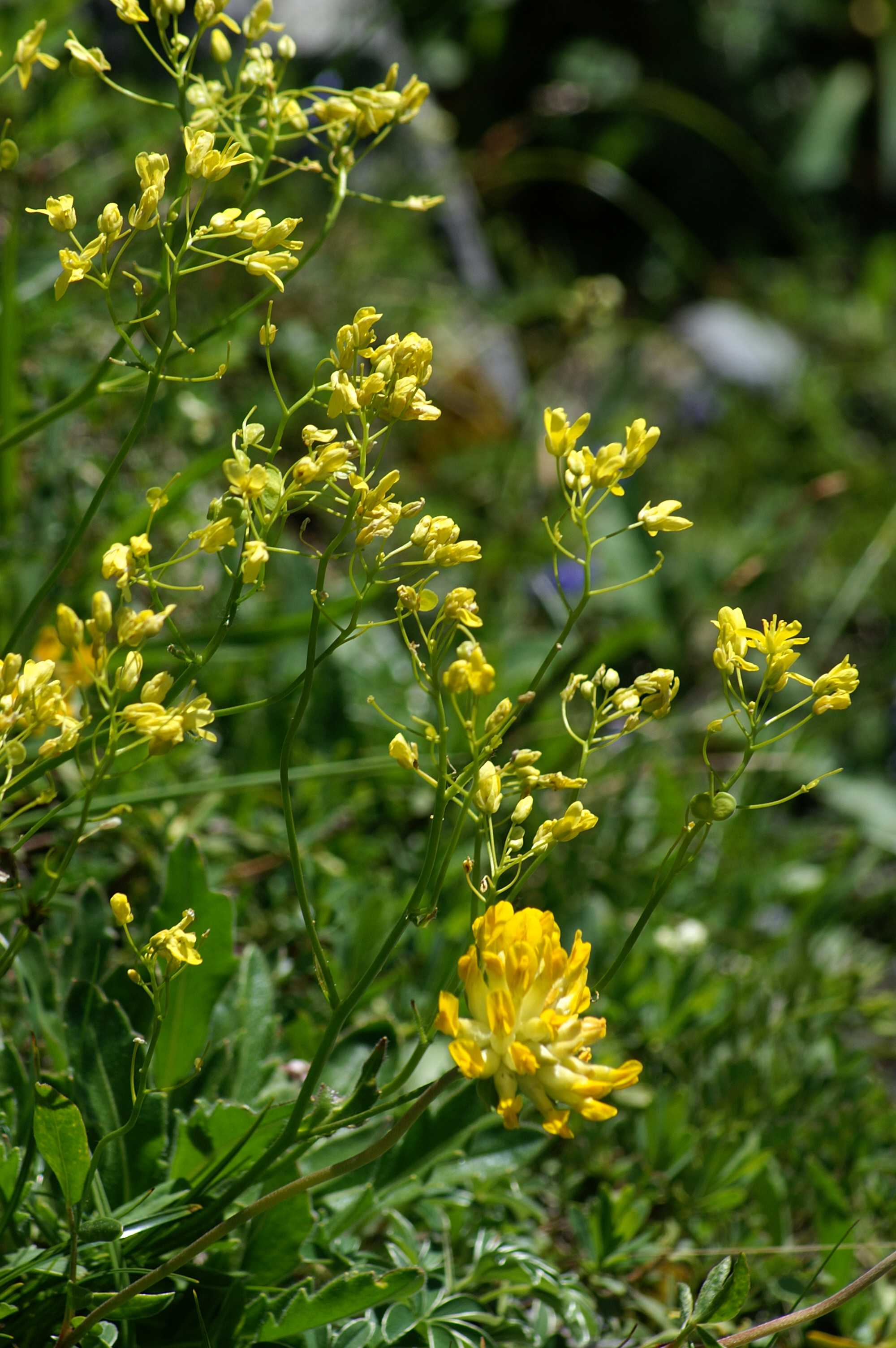
Biscutella laevigata subsp. varia
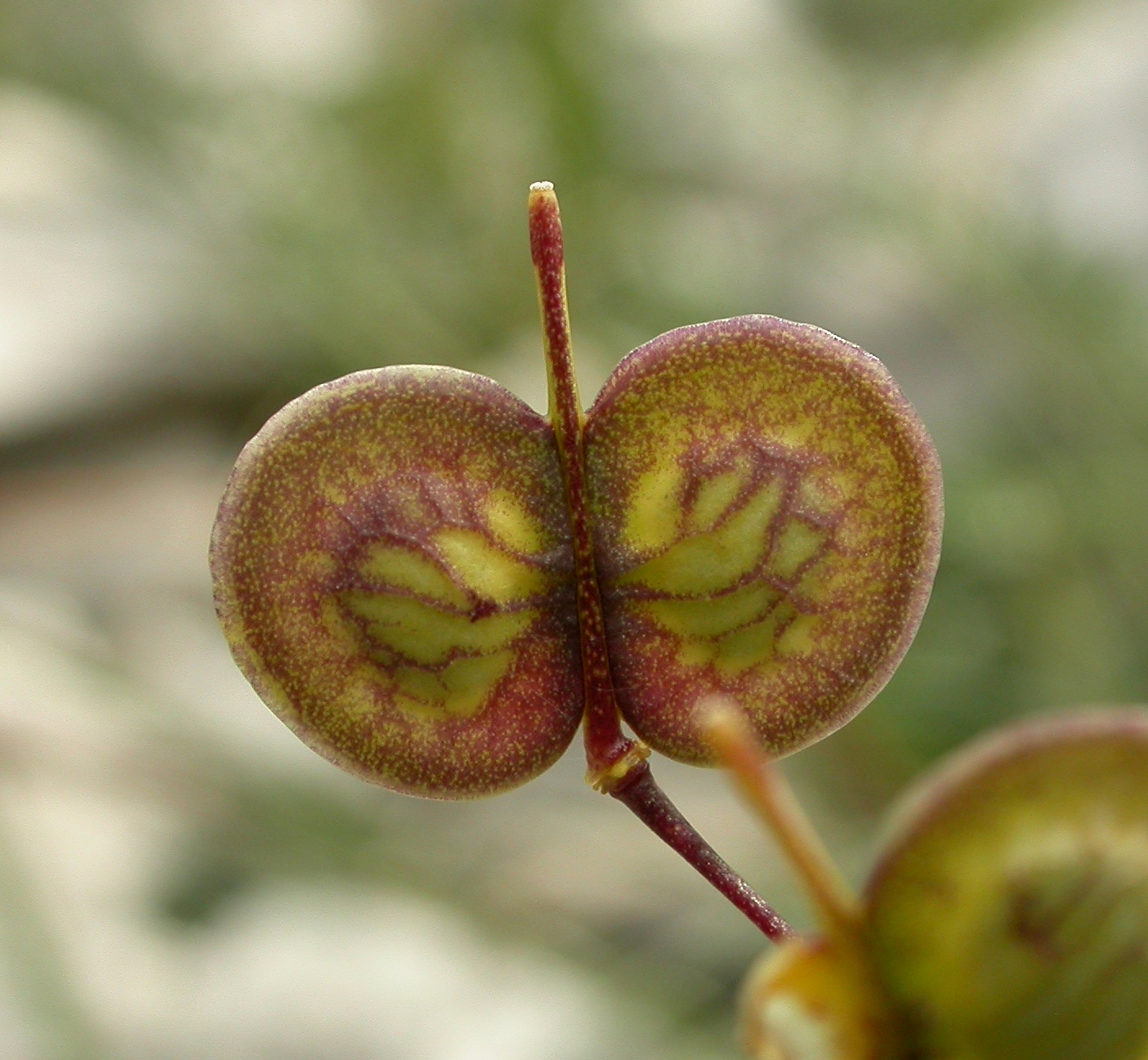
Frukterna sitter parvis

## Synonymer
Biscutella alpestris Waldst. & Kit., 1807

Biscutella alsatica Jord., 1864

Biscutella alpestris Waldst. & Kit., 1807

Biscutella alpicola Jord., 1864

Biscutella anchusaefolia Marz. ex Rchb.

Biscutella anchusifolia
Marz.-Penc. ex Rchb., 1832

Biscutella anchusifolia Ten. ex Steud., 1840

Biscutella angustifolia Timb.-Lagr., 1892

Biscutella austriaca Jord., 1864

Biscutella brevifolia Rouy & Fouc., 1963

Biscutella bucsecsii Simonk., 1907

Biscutella collina Jord., 1864

Biscutella cuneata Lag. ex Gilg & Muschl., 1909

Biscutella cuneata
(Font Quer) Font Quer ex Mach.-Laur., 1926
    nom. illeg.

Biscutella depressa Willd., 1809

Biscutella depressa Thom. ex DC., 1821

Biscutella didyma Scop., 1753

Biscutella fontqueri Guinea & Heywood, 1963

Biscutella glabra Clairv., 1811

Biscutella glareosa Jord., 1864

Biscutella gracilis (Mach.-Laur.) Lawalrée, 1956

Biscutella kerneri (Mach.-Laur.) Lawalrée, 1956

Biscutella lima Rchb., 1832

Biscutella longifolia Vill., 1779

Biscutella lucida Balb. ex DC., 1811

Biscutella lusitanica Jord., 1864

Biscutella mediterrannea Jord., 1864

Biscutella megacarpaea Boiss. & Reut., 1854

Biscutella minor Jord., 1864

Biscutella montenegrina Rohlena, 1903/1904

Biscutella nana Rouy & Fouc., 1895

Biscutella obcordata Rchb., 1845

Biscutella oreites Jord., 1864

Biscutella petraea Jord., 1864

Biscutella picroides Jord.. 1864

Biscutella pinnatifida Jord., 1864

Biscutella pinnatifida Hort ex Turcz., 1854

Biscutella polyclada Jord., 1864

Biscutella riberensis
(O.Bolòs & Masclans) Mateo & M.B.Crespo, 2001

Biscutella saxatilis Spreng.,1807

Biscutella saxatilis Schleich. ex DC., 1824

Biscutella saxatilis
Endrés ex Willk. & Lange, 1880

Biscutella secunda Jord., 1864

Biscutella seticarpa Simonk., 1907

Biscutella sinuata Jord., 1864

Biscutella spathulata DC., 1824

Biscutella stricta Jord., 1864

Biscutella subspathulata Lam., 1792

Biscutella tergestina Jord., 1864

Biscutella timbalii Giraudias, 1889

Biscutella tirolensis
(Mach.-Laur.) H.Hess, Landolt & Hirzel, 1972

Biscutella variabilis Loisel., 1807

Biscutella varia Dumort, 2004

Biscutella variegata Boiss. & Reut., 1854

Biscutella verna Matth. ex Nyman, 1878

Biscutella virgata Jord., 1864

Clypeola didyma (L.) Crantz, 1762

Crucifera biscutella E.H.L.Krause, 1902

Thlaspidium laevigatum (L.) Medik, 1794

## Underarter
- Biscutella ambigua'' var. ''tenuifolia Bluff & Fingerh., 1825
- Biscutella apula'' var. ''depressa (Willd.) Asch. & Schweinf., 1887
- Biscutella columnae'' fo. ''depressa (Willd.) Malin., 1911
- Biscutella columnae'' var. ''depressa (Willd.) Boiss., 1867
- Biscutella coronopifolia'' subsp. ''lusitanica (Jord.) Malag., 1973
- Biscutella coronopifolia'' subsp. ''mediterranea (Jord.) Malag, 1973
- Biscutella didyma'' subvar. ''depressa (Willd.) T.Durand & Schinz, 1898
- Biscutella didyma'' var. ''depressa (Willd.) Thell., 1914
- Biscutella didyma'' var. ''depressa (Willd.) El Naggar, 1988
- Biscutella intermedia'' subsp. ''cuneata (F.Q.) Malag., 1973
- Biscutella laevigata'' subsp. ''australis Raffaelli & Baldoin. Kromosomtal 2n = 36
- Biscutella laevigata'' subsp. ''austriaca (Claude Thomas Alexis Jordan Jord.) Mach.-Laur., 1926
- Biscutella laevigata'' f. ''brevifolia Rouy & Foucaud, 1895
- Biscutella laevigata'' subsp. ''brevifolia (Rouy & Foucaud) O.Bolòs & Masclans, 1974
- Biscutella laevigata'' var. ''cardonica O.Bolos & Masclans, 1974
- Biscutella laevigata prol. cuneata F.Q., syn. subst.,
- Biscutella laevigata'' var. ''cuneata (F.Q.) O.Bolòs, Masclans, 1974
- Biscutella laevigata'' subsp. ''gracilis Mach.-Laur., 1926
- Biscutella laevigata'' subsp. ''guestphalica Mach.-Laur., 1926
- Biscutella laevigata'' subsp. ''hispidissima (Posp.) Raffaelli & Baldoin, 1997
- Biscutella laevigata'' subsp. ''hungarica Soó, 1964
- Biscutella laevigata'' subsp. ''kerneri Mach.-Laur., 1926. Kromosomtal 2n = 18.
- Biscutella laevigata'' subsp. ''laevigata Kromosomtal 2n = 36.
- Biscutella laevigata'' subsp. ''longifolia (Vill.) Rouy & Foucaud, 1895
- Biscutella laevigata'' subsp. ''longifolia Rouy & Foucaud, 1895
- Biscutella laevigata'' subsp. ''longifolia Mach.-Laur., 1926
- Biscutella laevigata'' subsp. ''lucida (Balb. ex DC.) Mach.-Laur.. 1926
- Biscutella laevigata'' var. ''lucida (Balb. ex DC.) Saut., 1868
- Biscutella laevigata'' var. ''obcordata (Rchb.) Rchb., 1833
- Biscutella laevigata'' subsp. ''ossolana Raffaelli & Baldoin, 1997
- Biscutella laevigata'' subsp. ''prinzerae Raffaelli & Baldoin, 1997
- Biscutella laevigata'' subsp. ''subaphylla Mach.-Laur, 1926
- Biscutella laevigata'' subsp ''tenuifolia (Bluff & Fingerh.) Mach.-Laur., 1926
- Biscutella laevigata'' subsp. ''tirolensis (Mach.-Laur.) Heywood, 1964
- Biscutella laevigata'' subsp. ''varia (Bluff & Fingerh.) Rouy & Foucaud, 1895
- Biscutella laevigata'' var. ''vulgaris (L.) Gaudin, 1829, nom. illeg.
- Biscutella lima'' f. ''mediterranea (Jord.) Rouy & Foucaud, 1895
- Biscutella lima'' f. ''nicaeensis (Jord.) Rouy & Foucaud, 1895
- Biscutella longifolia'' subsp. ''gracilis (Mach.-Laur.) Á.Löve & D.Löve, 1974
- Biscutella longifolia'' subsp. ''kerneri (Mach.-Laur.) Á.Löve & D.Löve, 1974
- Biscutella longifolia'' subsp. ''montenegrina (Rohlena) Á.Löve & D.Löve, 1974
- Biscutella longifolia'' subsp. ''subaphylla (Mach.-Laur.) Á.Löve & D.Löve, 1974
- Biscutella longifolia'' subsp. ''tirolensis (Mach.-Laur.) Á.Löve & D.Löve, 1974
- Biscutella longifolia'' subsp. ''varia (Dumort.) Á.Löve & D.Löve, 1974, kromosomtal 2n = 18
- Biscutella lucida var. coriacea A.Dietr., 1916
- Biscutella lusitanica'' var.'' macrocarpa Olow., 1986
- Biscutella mediterranea'' var. ''pivroides (Jord.) Rouy & Foucaud, 1895
- Biscutella megacarpaea'' subsp. ''variegata (Boiss. & Reut.) Hern.-Berm. & Clem.-Muñoz, 1896
- Biscutella saxatilis'' var. ''angustifolia Boiss., 1839
- Biscutella saxatilis'' var. ''elatior Boiss., 1839
- Biscutella saxatilis'' fo. ''megacarpaea Boiss., 1839
- Biscutella saxatilis'' fo. ''microcarpa Boiss., 1839
- Biscutella saxatilis'' var. ''obcordata (Rchb.) Rouy & Foucaud, 1895
- Biscutella valentina'' var. ''gracilis (Mach.-Laur.) Govaerts, 1996
- Biscutella valentina'' var. ''hungarica (Soó) Govaerts, 1996
- Biscutella valentina'' var. ''laevigata (L.) Grau & Klingenb., 1992
- Biscutella valentina'' var. ''lucida (Balb. ex DC.) Govaerts, 1996
- Biscutella valentina'' var. ''lucida (Balb. ex DC.) Govaerts, 1996
- Biscutella valentina'' subsp. ''lusitanica (Jord.) Rivas Mart., 2002
- Biscutella valentina'' subsp. ''mediterranea (Jord.) Rivas Mart., 2002
- Biscutella valentina'' var. ''montenegrina (Rohlena) Govaerts, 1996
- Biscutella varia'' var. ''collina Rouy & Foucaud, 1895
- Biscutella varia'' subsp. ''kerneri (Mach.-Laur. ex Heywood) Peniašt., 1986
- Biscutella variegata'' subsp. ''foliosa (Mach.-Laur.) Malag., 1973
- Biscutella variegata'' var. ''foliosa (Mach.-Laur.) Olow., 1986
- Biscutella variegata'' subsp. ''latiorifolia (Pau ex Guinea) Malag., 1973
- Biscutella variegata'' subsp. ''magacarpaea (Boiss. & Reut.) Malag., 1973
- Biscutella variegata'' var. ''megacarpaea (Boiss. & Reut.) Olow., 1986
- Biscutella variegata'' var. ''variegata''